# 弁天 (新潟市)
弁天（べんてん）は、新潟県新潟市中央区の町字。現行行政地名は弁天一丁目から弁天三丁目。住居表示実施済み区域。郵便番号は950-0901。

## 概要
1960年（昭和35年）の町名整理により付与された「弁天町」から、1977年（昭和52年）の住居表示施行により改称。町名の由来は土地区画整理事業前に弁財天が祀られていたことによるもので、一丁目から三丁目までの3つから成る。
なお中央区内には、他に山潟地区の「弁天橋通」（べんてんばしどおり）があるが、この弁天とは直接的な関連は無い。

### 隣接している町字
北から東回り順に、以下の町字と隣接する。
- 万代
- 南万代町
- 花園
- 東大通

## 世帯数と人口
2018年（平成30年）1月31日現在の世帯数と人口は以下の通りである。
| 丁目       | 世帯数  | 人口  |
| ---------- | ------- | ----- |
| 弁天一丁目 | 81世帯  | 88人  |
| 弁天二丁目 | 93世帯  | 177人 |
| 弁天三丁目 | 206世帯 | 245人 |
| 計         | 380世帯 | 510人 |

## 小・中学校の学区
市立小・中学校に通う場合、学区は以下の通りとなる。
| 丁目       | 番地 | 小学校               | 中学校             |
| ---------- | ---- | -------------------- | ------------------ |
| 弁天一丁目 | 全域 | 新潟市立南万代小学校 | 新潟市立宮浦中学校 |
| 弁天二丁目 | 全域 | 新潟市立南万代小学校 | 新潟市立宮浦中学校 |
| 弁天三丁目 | 全域 | 新潟市立南万代小学校 | 新潟市立宮浦中学校 |

## 地域

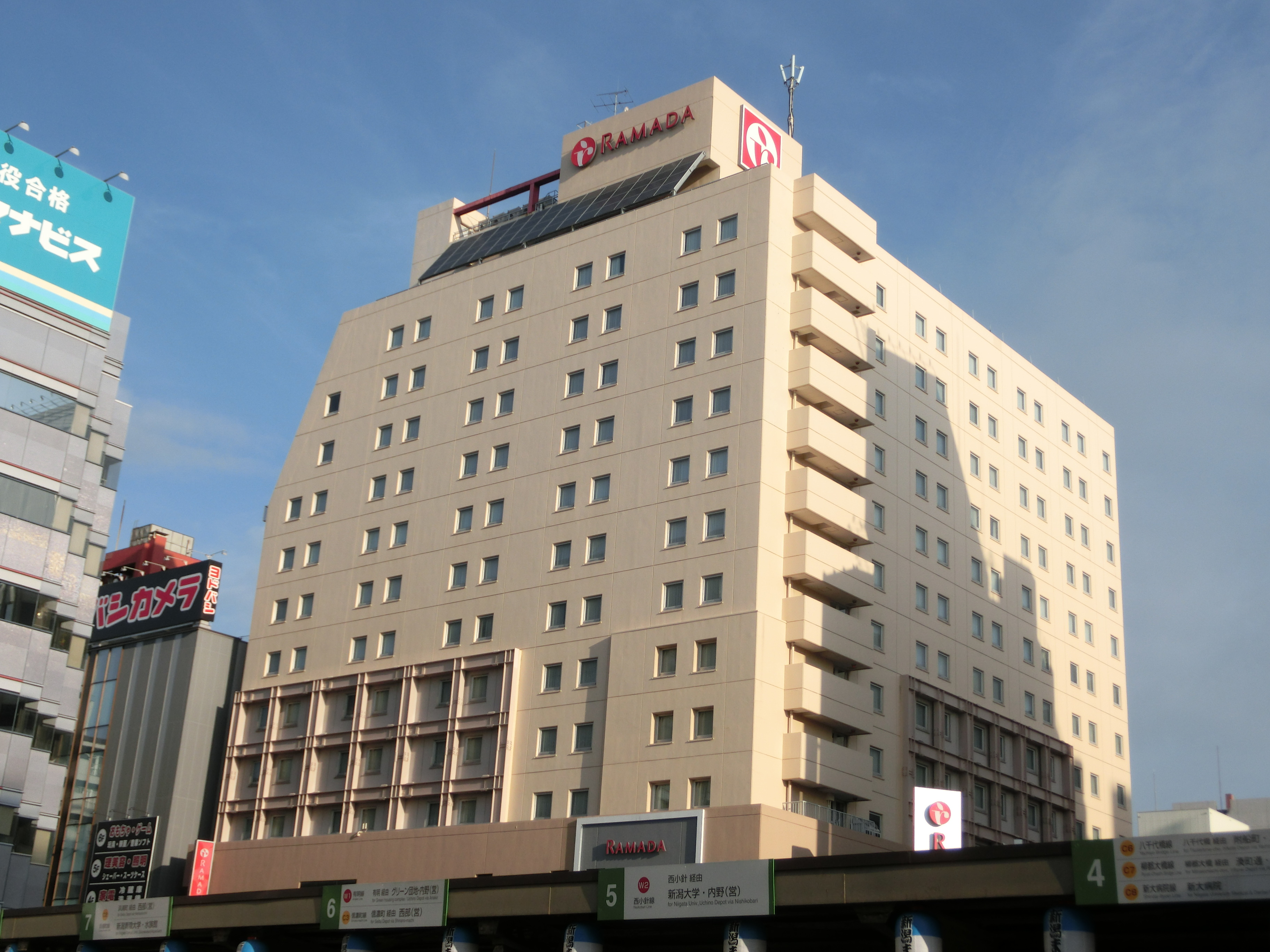
ラマダホテル新潟

### 一丁目
- オセオ弁天
  - タリーズコーヒー 新潟駅前店
- 石宮公園
- 弁天町共同ビル
  - ホテルグローバルビュー（旧ラマダホテル[注 1]）
- ヨドバシカメラ マルチメディア新潟駅前店
- ニイガタステーションホテル
- 新潟京浜ホテル
- 代々木ゼミナール新潟校

### 二丁目
- 新潟東映ホテル
- 新潟KSビル
  - ハローワークプラザ新潟 ときめきしごと館
  - ハローワークプラザ新潟 若者しごと館
  - にいがたジョブカフェ
  - 新潟地域若者サポートステーション
- コートホテル新潟
- 新潟情報専門学校
- 新潟公務員法律専門学校
- キュラーズ万代シテイ店
- 三条信用金庫新潟支店（2021年11月に鳥屋野支店を新潟支店に統合した後、2022年10月に新潟市中央区堀之内南1の鳥屋野支店跡地に新潟支店を新築移転[8]）

### 三丁目
- ニッセイ新潟駅前ビル
- 新潟韓国会館
- 新潟日産モーター
- フォーラム情報アカデミー専門学校
- コンフォートホテル新潟駅前

## 歴史
- 1960年（昭和35年） : 「弁天町」の名称で流作場から分立。
- 1977年（昭和52年） : 「弁天町」から「弁天」に改称。
- 2007年（平成19年）4月1日 : 新潟市の政令指定都市移行により、中央区の町丁となる。